# Dieselhydraulische aandrijving
Een dieselhydraulische aandrijving is een wijze van aandrijving van voertuigen waarbij het vermogen van een dieselmotor via  een hydraulisch systeem op de wielen wordt overgebracht. Er zijn twee soorten hydraulische aandrijfsystemen:

## Hydrostatischeaandrijving
Dit systeem wordt vooral toegepast op grondverzetmachines, kranen en dergelijken.

Bij hydrostatische aandrijving drijft de (diesel)motor een hydropomp aan. Deze pomp bouwt een hoge oliedruk op in het hydraulische systeem. De wielen van het voertuig worden vervolgens aangedreven door een of meer hydromotoren die gevoed worden door de olie onder hoge druk uit dit hydraulische systeem. Tevens kunnen hydraulische cilinders uit dit hydraulische systeem gevoed worden.

## Hydrodynamischeaandrijving
Dit systeem werd veelvuldig bij (vracht)auto's die een relatief groot motorvermogen en een automatische versnellingsbak hadden, en vooral op spoorwegmaterieel toegepast.

Een hydrodynamische overbrenging bestaat uit een koppelomvormer en een vloeistofkoppeling. Een koppelomvormer bestaat in basis uit drie delen. Eén schoepenrad zit vast aan de motor (pomp), één schoepenrad zit vast aan de wielas (rotor) en in het midden zit een speciaal schoepenrad (stator) om de vloeistof-stroom om te keren. Het pomprad brengt de olie in een ronddraaiende beweging, waardoor de rotor mee gaat draaien. Aanvankelijk draait de rotor met een laag toerental en levert een groot koppel, vervolgens zal het toerental van de rotor toenemen en het koppel afnemen. Als het voertuig een bepaalde snelheid heeft bereikt is de koppelomvormer niet meer nodig, en wordt door middel van een overbruggingskoppeling of lock-up een directe koppeling tussen aandrijfmotor en wielas tot stand gebracht.
Men gebruikt een indirecte overbrenging vooral bij grote vermogens omdat dieselmechanische aandrijving, met een versnellingsbak, dan relatief onpraktisch en inefficiënt is. Het gebruik van een koppelomvormer maakt het mogelijk de dieselmotor steeds rond zijn efficiëntste toerental te laten draaien. Een alternatieve indirecte aandrijving is de dieselelektrische aandrijving waarbij de dieselmotor een elektrische generator aandrijft die elektromotoren voedt. Dit systeem werd bijvoorbeeld toegepast op de NS-locomotieven series NS 200/300 (locomotor), NS 500/600/700, NS 2200, NS 2400 en NS 6400.
Een voorbeeld van een voertuig dat met een dieselhydraulisch systeem wordt aangedreven, is DM'90 ook wel Buffel genoemd, een type treinstel dat gebruikt werd door meerdere Nederlandse spoorwegmaatschappijen. De Wadloper had ook dieselhydraulische aandrijving.